# Victoria (Samar du Nord)
Pour les articles homonymes, voir Victoria.
Victoria est une localité de la province de Samar du Nord, aux Philippines. En 2015, elle compte 14 817 habitants.